# 22-га окрема механізована бригада (Україна)
22-га окрема механізована Миколаївська бригада (22 ОМБр) — механізоване з'єднання Сухопутних військ Збройних сил України чисельністю у бригаду.
Частина існувала у 1992—2003 роках, потрапила під скорочення.
Вдруге сформована після російського вторгнення 2022 року. З червня 2023 по червень 2024 вела бої на Бахмутському напрямку. З червня 2024 року бригада виконувала завдання з охорони державного кордону України в Сумській області. 6 серпня підрозділи бригади одними з перших почали наступ в рамках Курської операції. Під час бойових дій на Курщині в полон було взято близько сотні військовослужбовців противника.
З жовтня 2024 року і до теперішнього часу 22 окрема механізована бригада виконує бойові завдання у Харківській області, окремі підрозділи продовжують вести бойові дії на Курському напрямку.

## Історія

### І формування
19 січня 1992 року особовий склад 110-го гвардійського окружного навчального Полтавського Червонопрапорного центру підготовки молодших спеціалістів мотострілецьких військ Прикарпатського військового округу склав присягу на вірність народу України.
В 1992 році переформований в 66-ту механізовану дивізію без збереження нагород та регалій. До складу дивізії також ввійшли частини 15-ї механізованої бригади з Хмельницького. Це були 318-й мотострілецький, 1160-й зенітний ракетний і 90-й гвардійський самохідно-артилерійський полки, де на їх базі в 66-й механізованій дивізії створили 200-й механізований, 300-й зенітний ракетний і 93-й самохідно-артилерійський полки відповідно.
26 жовтня 1999 року указом Президента України дивізії було присвоєно почесне найменування «Буковинська» та повернуті попередні регалії. З того моменту дивізія іменувалася як 66-та гвардійська механізована Буковинська, Полтавська Червонопрапорна дивізія. Але в ході подальшого реформування і скорочення Збройних сил України дивізія була переформована на 22-гу окрему механізовану бригаду без збереження раніше присвоєних почесних найменувань і державних нагород, а потім скорочена.
Правонаступником бригади був 300-й окремий гвардійський механізований Будапештський полк.

### ІІ формування
Бригада була сформована на початку 2023 року та розгорнута до повної штатної чисельності. День створення частини — 4 січня. На озброєнні перебували модернізовані танки Т-72Б та Т-72АМТ, а також бойові машини піхоти, легкі броньовані позашляховики HMMWV, західне стрілецьке озброєння, розвідувальні безпілотники. У квітні 2023 року вояки 22-ї окремої механізованої бригади проходили інтенсивні навчання та підготовку до бойових дій. У червні до бригади надійшли також PT-91 Twardy.
У червні 2023 року частини бригади зайшли до району Часового Яру.
У вересні 2023 року повідомлялося, що бригада веде бої під Бахмутом. 1 жовтня Сирський повідомив, що бригада вела бої за Кліщіївку.
У лютому 2024 року 110-та бригада опублікувала допис, згідно з яким 22-га бригада брала участь в обороні Авдіївки.
У травні 2024 року бригада вела бої під Часовим Яром.
17 червня 2024 року українські ЗМІ повідомили про захоплення військовослужбовцями 22 ОМБр російського «танку-черепахи». Трофеєм військовослужбовців став російський танк Т-62, обшитий металевими бронелистами та встановленим спереду протимінним катком для додаткового захисту. Танк був захоплений разом із екіпажем неподалік Курдюмівки. Загалом захоплення бронетехніки подібного типу стало першим відомим випадком за весь час конфлікту.
6 серпня 2024 року Міноборони РФ заявило, що Курську область нібито атакувала 22 бригада.
21 серпня 2024 бійці бригади повідомили про чергову партію полонених: було взято в полон 29 осіб в Курській області.
Станом на середину вересня 2024 року бригада продовжувала вести бої у Курській області, і повідомляла про знищення артилерією російської БМП.
5 травня 2025 року Указом Президента України бригаді присвоєно почесне найменування «Миколаївська».

## Структура

### Бригада (I формування,2001 рік)
- штаб
- 300-й окремий механізований полк, в/ч А0264, м. Чернівці
- 201-й танковий полк, в/ч А0267, Чернівецька область, Сторожинець[17]
- 2206-та бригадна артилерійська група
- 26-й окремий розвідувальний батальйон
- 28-й окремий батальйон зв'язку, в/ч А0273, м. Чернівці
- 224-та окрема рота РХБЗ
- 50-й окремий інженерно-саперний батальйон, в/ч А0272, Хмельницька область, с.Руда
- 180-й окремий батальйон тилового забезпечення
- 70-й окремий ремонтно-відновлювальний батальйон
- 224-та окрема рота РХБЗ
- 40-ва окрема рота РЕБ

### Бригада (2023 рік)[18]
- 1-й механізований батальйон[19]
- 2-й механізований батальйон
- 3-й механізований батальйон
  - взвод БпАК «Меч Арея»[20]
- 409-й окремий стрілецький батальйон[21]
- танковий батальйон[5]
- Батальйон Безпілотних Систем «STAR»[22]
- Артилерійський дивізіон
- Зенітний ракетно-артилерійський дивізіон
- Розвідувальна рота
- Інженерно-саперний батальйон
- Рота снайперів
- Рота зв'язку
- Ремонтно-відновлювальний батальйон
- Логістичний батальйон
- Медична рота

## Оснащення[23]
- Танки: Т-72, Т-72АМТ[24], PT-91 Twardy[5] і Т-72EA
- Бронетехніка: БМП-1 і Rosomak
- Артилерія: 2С1 «Гвоздика», 2С3 «Акація»і БМ-21 «Град»
- Зенітні установки: ЗУ-23-4
- Інженерна техніка: Biber

## Командири
- полковник/генерал-майор Шпанко Микола Анатолійович[25]
- (жовтень 1998 — лютий 2002) підполковник/полковник/генерал-майор Борискін Юрій Валентинович[26]
- (березень 2002 — травень 2003) полковник Ігнатьєв Михайло Степанович[27]
- (2023—2024) полковник Завадський Дмитро Вадимович[28]
- (2024) полковник Пипка Володимир Володимирович[29]

## Символіка
На емблемі 22 окремої механізованої бригади зображено сонце в чорно-золотих кольорах. Цю фігуру уживано в українській геральдиці від доби пізнього середньовіччя. Зокрема, вона є на гербі Подільської землі XV—XVI століття.

## Втрати

### 2023
- 24 липня 2023 — Галака Максим («Макінрой»). 51 рік, м. Київ. Загинув поблизу села Кліщіївка на Донеччині[31]
- 28 липня 2023 — Юрчук Юрій Леонідович. 7.10.1975, с. Корделівка. Сержант, стрілець–санітар. Загинув під час мінометного обстрілу на Донеччині [32][33]
- 1 серпня 2023 — Євстратов Тарас Сергійович, молодший сержант, головний сержант взводу. Загинув внаслідок мінометного обстрілу біля с. Кліщіївка під Бахмутом.[34]
- 12 листопада 2023 — Трембовецький Юрій Олексійович, солдат, гранатометник. Загинув поблизу с. Кліщіївка під Бахмутом.[35]
- 25 жовтня 2023 — Андрюхов Павло. 37 років, с. Зятківці Вінницької області. Загинув біля села Кліщіївка Донецької області[36]
- 25 жовтня 2023 — Вінніченко Ілля Іванович. 2 серпня 1988, с. Крутогорб. Загинув біля села Кліщіївка Донецької області[36][37]
- 11 листопада 2023 — Росляков Максим Ігорович. 28.02.1994, м. Херсон. Отримав важкі поранення внаслідок удару дроном на Бахмутському напрямку[38]
- 17 листопада 2023 — Меньшов Олександр («Таврік»). 1977, м. Херсон. Загинув біля Кліщіївки від мінометного обстрілу[39][40][41][42]
- 6 грудня 2023 — Чепка Максим Олександрович. 31 рік, с. Тростянчик. Займався розвідкою ворожих позицій і ураженням дронами бойової сили противника. Загинув біля с. Кліщіївка Бахмутського району Донецької області.[43]

### 2024
- 9 січня 2024 — Максим Зволейко, старший стрілець-оператор. Загинув поблизу с. Кліщіївка під Бахмутом.[44]
- 12 серпня 2024 — Смоляк Микола Ярославович. 2 грудня 1984, с. Гузіїв. Загинув внаслідок мінно-вибухової травми в Курській області.[45]
- 14 серпня 2024 — Антонюк Ярослав Ярославович. 7 вересня 1974, с. Ясенів-Пільний. Загинув поблизу хутора Зелений Шлях Суджанського району внаслідок удару FPV-дрону.[46]
- 29 серпня 2024 — Байжанов Вадим. 20 жовтня 1984, м. Івано-Франківськ. Загинув поблизу села Ольгівка в Курській області.[47]
- 17 вересня 2024 — Вовк Андрій. 16.07.1981, м. Львів.[48]

### 2025
- 9 лютого 2025 — Орєхов Сергій. 44 роки, Руська Лозова[49]